# Cephalaeschna dinghuensis
Cephalaeschna dinghuensis là loài chuồn chuồn trong họ Aeshnidae. Loài này được Wilson miêu tả khoa học đầu tiên năm 1999.